# Česká banka Union
Česká banka Union (německy Böhmische Union-Bank) byla rakouská a posléze československá obchodně podnikatelská banka se sídlem v Praze. Založena byla v roce 1872, její likvidace byla zahájena v roce 1945.

## Historie

### Za Rakouska-Uherska
Národnostně německý bankovní ústav Böhmische Union-Bank vznikl osamostatněním pražské pobočky vídeňské Union-Bank dne 20. února 1872. Počáteční kapitál byl ve výši 10 milionů zlatých. Samotná Böhmische Union-Bank se ještě na jaře toho roku výrazně podílela na založení hypoteční banky Crédit fonciér für das Königreich Böhmen (zanikla 1874). Naopak v roce 1874 s ní splynuly neúspěšné malé pražské banky Böhmischer Sparverein (Český spořitelní spolek) a Böhmische Handels-, Gewerbe- und Realitätenbank (Česká banka pro obchod, průmysl a nemovitosti), rovněž obě založené počátkem roku 1872. V roce 1888 likvidovala Reichenberger Bank (Libereckou banku), jeden z mála venkovských bankovních ústavů, které v Čechách přežily krizi po roce 1873. Ta zfúzovala s Böhmische Union-Bank jako její pobočka. Do roku 1914 měla Böhmische Union-Bank v Předlitavsku 21 poboček a 2 expozitury, z toho v českých zemích 13 poboček (ve velkých městech – Brno (budova současného Českého rozhlasu Brno), Olomouc, Opava, Bílsko – a dále zejména v německojazyčném pohraničí – Žatec, Rumburk, Liberec, Jablonec nad Nisou, Vrchlabí, Dvůr Králové nad Labem, Šumperk, Krnov, Nový Jičín) a 2 expozitury (Broumov, Frýdek), a zbylých 8 poboček v rakouských zemích (Linec, Salcburk, Leoben, Štýrský Hradec, Dornbirn, Celje, Klagenfurt a Villach).

### Po první světové válce
Po rozpadu Rakouska-Uherska se Česká banka Union musela vzdát poboček mimo československé území. Přesto však byla největším německým peněžním ústavem v Československu a jejími klienty byly i české firmy. Za první republiky byla Česká banka Union v československých poměrech označována za jednu z velkobank (resp. jeden z bankovních ústavů), neboť její akciový kapitál stabilněji přesahoval 100 milionů korun a obrat 1 miliardu korun; z evropského pohledu se však jednalo o banku střední. V roce 1920 otevřeli novou pobočku v Ostravě v Krausově vile. V roce 1928 byla do ní začleněna malá Varnsdorfská banka ve Varnsdorfu. Roku 1937 měla Česká banka Union v českých zemích 33 filiálek, zejména v německojazyčném pohraničí a velkých průmyslových městech s vysokou koncentrací německojazyčného obyvatelstva, a jednu pobočku na Slovensku (v Bratislavě). Po mnichovské dohodě a odstoupení pohraničí přišla na podzim 1938 o 23 filiálek.

### Za druhé světové války
V březnu 1939, po vzniku Protektorátu Čechy a Morava, bylo rozhodnuto, že Česká banka Union přejde do majetku Deutsche Bank. Roku 1943 likvidovala Böhmische Union-Bank společně s Českou eskomptní bankou na příkaz ministra Waltera Bertsche Anglo-Pragobanku. Téhož roku se podílela i na likvidaci Pražské úvěrní banky. Deutsche Bank připravovala již od roku 1942 úplné pohlcení Böhmische Union-Bank, avšak vývojem druhé světové války k tomu již nedošlo. Po skončení války v roce 1945 bylo v srpnu toho roku rozhodnuto Českou banku Union coby německý peněžní ústav likvidovat. Vedení převzal národní správce a na základě dekretu prezidenta republiky č. 108/1945 z října 1945 byla považována za konfiskát. Jako národní podnik v likvidaci existovala Česká banka Union ještě v roce 1969, neboť likvidace nebyla do té doby dokončena.